# Pianeta comprasi
Pianeta comprasi (Buy Jupiter) è un racconto di fantascienza di Isaac Asimov pubblicato per la prima volta nel 1958 sul numero di maggio della rivista Venture Science Fiction.
Successivamente è stato incluso nell'antologia Testi e note (Buy Jupiter and Other Stories) del 1975.
È stato pubblicato varie volte in italiano a partire dal 1968 col titolo Per Giove!.

## Storia editoriale
Il titolo originale del racconto era It Pays, ma l'editor della rivista Bob Mills lo cambiò in Buy Jupiter senza nemmeno consultare Asimov al quale, comunque, il nuovo titolo piacque al punto da adottarlo e usare il titolo per una delle sue antologie successive (Buy Jupiter and Other Stories).

## Trama
Rappresentanti del governo della Federazione Terrestre stanno conducendo dei negoziati con esponenti di una razza aliena, i Mizzarett, per vendergli il pianeta Giove. Questi esseri, costituiti di energia, intendono acquistare il pianeta per qualche ragione legata a un'altra specie di spaziali, i Lamberj, ma rifiutano di rivelare l'uso che intenderebbero farne. Interrogati sulla questione dai terrestri, i Mizzarett non confermano né escludono che ci sia una guerra in corso contro i Lamberj.
Alla fine l'accordo commerciale verrà concluso con la soddisfazione del capo dei negoziatori terrestri che, comprese le mire degli spaziali, troverà un modo di volgere le trattative a vantaggio della Terra.